# Сулавеська пальмова цівета
Macrogalidia musschenbroekii (Сулавеська пальмова цівета) — ссавець родини Віверових (Viverridae), ендемік острова Сулавесі. Був записаний у рівнинних лісах, нижніх і верхніх гірських лісах, луках і поблизу ферм. 

## Морфологія
Морфометрія. Довжина голови й тіла: 715 мм, хвіст: 540 мм, вага: 6.1 кг.
Опис. Забарвлення верхньої частини тіла від світло-коричнево-каштанового до темно-коричневого. Низ від бурого до білого кольору, з червонуватими грудьми. Щоки і плями вище очей, як правило, буро-жовті або сіруваті. Слабкі коричневі плями і смуги зазвичай присутні на боках і нижній частині спини, на хвості темно і світло-коричневі кільця. Хвіст має більше смуг, ніж Arctogalidia або Paradoxurus. Самиці мають дві пари пахових молочних залоз.

## Поведінка, життєвий цикл
Харчується дрібними ссавцями, фруктами, іноді птахами, сільськогосподарськими тваринами, а також травами.

## Загрози та охорона
Втрата і деградація місць проживання є серйозною загрозою, так як Сулавесі має один з найвищих темпів скорочення площі лісів у світі. Зустрічається на кількох природоохоронних територіях.